# كأس الاتحاد الإنجليزي 1898–99
كأس الاتحاد الإنجليزي 1898–99 (بالإنجليزية: 1898–99 FA Cup)‏ هو الموسم 28 من  كأس الاتحاد الإنجليزي. أقيم بتاريخ 24 سبتمبر 1898، والذي يشرف على تنظيمه الاتحاد الإنجليزي لكرة القدم، وكان عدد الأندية المشاركة فيه  32، وفاز فيه شيفيلد يونايتد.